# Буссеро
Буссеро (італ. Bussero) — муніципалітет в Італії, у регіоні Ломбардія, метрополійне місто Мілан.
Буссеро розташоване на відстані близько 480 км на північний захід від Рима, 16 км на північний схід від Мілана.
Населення — 8603 особи (2012).
Щорічний фестиваль відбувається 28 липня. Покровитель — SS Nazaro e Celso.

## Демографія
Населення за роками:

Станом на 1 січня 2023 року в муніципалітеті офіційно проживали 564 іноземці з 53 країн, серед них 169 громадян країн Євросоюзу та 25 громадян України.

## Сусідні муніципалітети
- Каругате
- Кассіна-де'-Пеккі
- Чернуско-суль-Навільйо
- Ґорґонцола
- Пессано-кон-Борнаго